# Мюлленбах, Эрнст
Эрнст Мюлленбах  (нем. Leo Ernst Achilles Müllenbach; 3 марта 1862, Кёльн — 27 июля 1901, Бонн) — немецкий писатель и поэт. В начале своей писательской карьеры писал под псевдонимом Эрнст Ленбах (нем. Ernst Lenbach), однако с 1897 года — под своим настоящим именем.
Изучал классическую филологию и историю в Бонне в 1881—1885 гг., получив по итогам обучения учёную степень. В 1885—1893 годах был соредактором газеты Bonner Zeitung, затем жил в Поппельсдорфе близ Бонна и зарабатывал исключительно литературным трудом. Весной 1893 года женился на местной школьной учительнице Уте, которая впоследствии организовала публикацию (в том числе в Kölnische Zeitung) ряда его произведений после смерти Мюлленбаха. При жизни признавался интересным рассказчиком.
Дебютировал в 1894 г. книгой стихов. В дальнейшем публиковал рассказы и романы по преимуществу из прирейнской жизни — как современной ему, так и старинной, нередко написанные с характерным юмором. Некоторые его произведения были переведены на английский язык писательницей Мэри Стюарт Харрисон Смит (1834—1917).
На стихи Мюлленбаха написаны Три дуэта Игнаца Брюля.

## Главные произведения
- «Vom heißen Stein» (1897)
- «Waisenheim»
- «Die Hansebr üder»
- «Altrheinische Geschichten»
- «Die Siebolds von Lyskirchen»
- «Schutzengelchen»
- «Maria»
- «Aphrodite»
- «Aus junger Ehe» (1902).